# Campaspe Shire
Koordinaten: 36° 8′ S, 144° 45′ O

Campaspe Shire ist ein lokales Verwaltungsgebiet (LGA) im australischen Bundesstaat Victoria. Das Gebiet ist 4518,9 km² groß und hat etwa 37.000 Einwohner.
Campaspe liegt an der Nordgrenze Victorias etwa 200 km entfernt von der Hauptstadt Melbourne und schließt folgende Ortschaften ein: Echuca, Kyabram, Rochester, Rushworth, Tongala, Gunbower, Echuca Village, Strathallan, Stanhope, Bamawm, Ballendella, Whroo, Patho, Wyuna, Myola, Lancaster, Timmering, Tennyson, Lockington, Toolleen, Torrumbarry, Nanneella, Girgarre, Corop und Colbinabbin. Der Sitz des City Councils befindet sich in Echuca an der Grenze zu New South Wales.
In der zweiten Hälfte des 19. Jahrhunderts hatte insbesondere die Stadt Ecucha besondere strategische Bedeutung. Sie liegt nicht nur am Zusammenfluss dreier Wasserwege (Campaspe, Goulbourn und Murray River), sondern hier hat auch der größte der Flüsse, der Murray River, die geringste Entfernung von der Metropole Melbourne. So wurde die Stadt zum größten Inlandshafen Australiens und zum Eisenbahnknotenpunkt. Bis zum Ende des Jahrhunderts hatte sie allerdings durch Wirtschaftskrise und Rückgang der Bedeutung der Wasserwege ihre Sonderstellung und einen beträchtlichen Teil der Einwohner wieder verloren.
Heute ist die Stadt zusammen mit der auf der anderen Seite der Grenze in New South Wales gelegenen Stadt Moama ein großes Tourismuszentrum rund um den Murray River und den alten Hafen und besitzt unter anderem die größte Raddampferflotte der Welt. Der Rest des Shires lebt vor allem von der Landwirtschaft. Nestlé und Heinz sowie das australische Unternehmen Bonlac haben hier größere Produktionsstätten.
Das Campaspe Shire verbindet eine Partnerschaft mit dem osttimoresischen Lequidoe.

## Verwaltung
Der Campaspe Shire Council hat sieben Mitglieder, die von den Bewohnern der sechs Wards gewählt werden. Je ein Councillor kommt aus den Bezirken Western, Central, Waranga, Kyabram und Deakin Ward, zwei kommen aus dem Echuca Ward. Aus dem Kreis der Councillor rekrutiert sich auch der Mayor (Bürgermeister) des Councils.